# ジョン・T・トンプソン
ジョン・トリバー・トンプソン（John Taliaferro Thompson, 1860年12月31日 - 1940年6月21日）は、アメリカ合衆国の軍人、実業家。アメリカ陸軍の将校として、准将まで務めた。トンプソン・サブマシンガンの開発者として知られる。

## 若年期
1860年12月31日、ケンタッキー州ニューポートに生を受ける。父ジェームズ（James Thompson）は南北戦争に従軍した砲兵将校で、中佐の階級で陸軍を退役した後、1880年に死去するまでインディアナ大学で軍事科学の教授として教鞭を執った。ジョン・トンプソンは、ケンタッキー州、テネシー州、オハイオ州、およびカリフォルニア州の駐屯地で幼少期を過ごし、16歳になる頃までに軍人になる事を決めていた。1877年からインディアナ大学に1年間在籍した後、陸軍士官学校へ入学し、1882年に卒業した。
少尉としての最初の任地は、彼の出生地でもあるニューポートに駐屯する第2砲兵連隊であった。その後、陸軍の工兵及び砲兵学校を卒業し、1890年には武器省に配置され、残りの任期を過ごす事となる。この頃には、彼は小火器の専門家となっていた。

## 米西戦争
米西戦争が始まると、トンプソンは中佐に昇進し、ウィリアム・R・シャフター将軍が指揮するキューバ戦線の主任武器省士官として、フロリダ州タンパに派遣された。シャフター将軍の部隊は軍需品供給に係わる物流上の問題に悩まされていたが、トンプソンは効率的な手法を用いてフロリダからキューバの前線へと兵器供給を行い続けた。
トンプソンの手によって、タンパに眠っていた18000トン以上の軍需品は一切の欠品がないままに前線へと送られた。この功績により、トンプソンは陸軍で当時最年少の大佐となった。
また、トンプソンが初めて自動火器を扱ったのは、この軍需品供給任務の折だったという。独立した機関銃支隊の編成に従事していたジョン・H・パーカー中尉の要請に基づき、トンプソンは4門のガトリング砲と十分な弾薬を自らの独断でキューバへ送り出した。この機関銃支隊は後のサン・フアン高地の戦いで重要な役割を果たし、パーカーはガトリングガン・パーカーとしてその名を知られてゆく事となる。
戦後、トンプソンは武器省小火器部門の責任者に任命された。この地位にある頃、彼はM1903小銃の開発やM1911拳銃の採用に携わった。またM1911拳銃の採用に関する試験では、彼は銃弾の威力を評価する手段として、人間の死体や生きた牛を射撃するという異例の試験方法を考案した。

## 第一次世界大戦

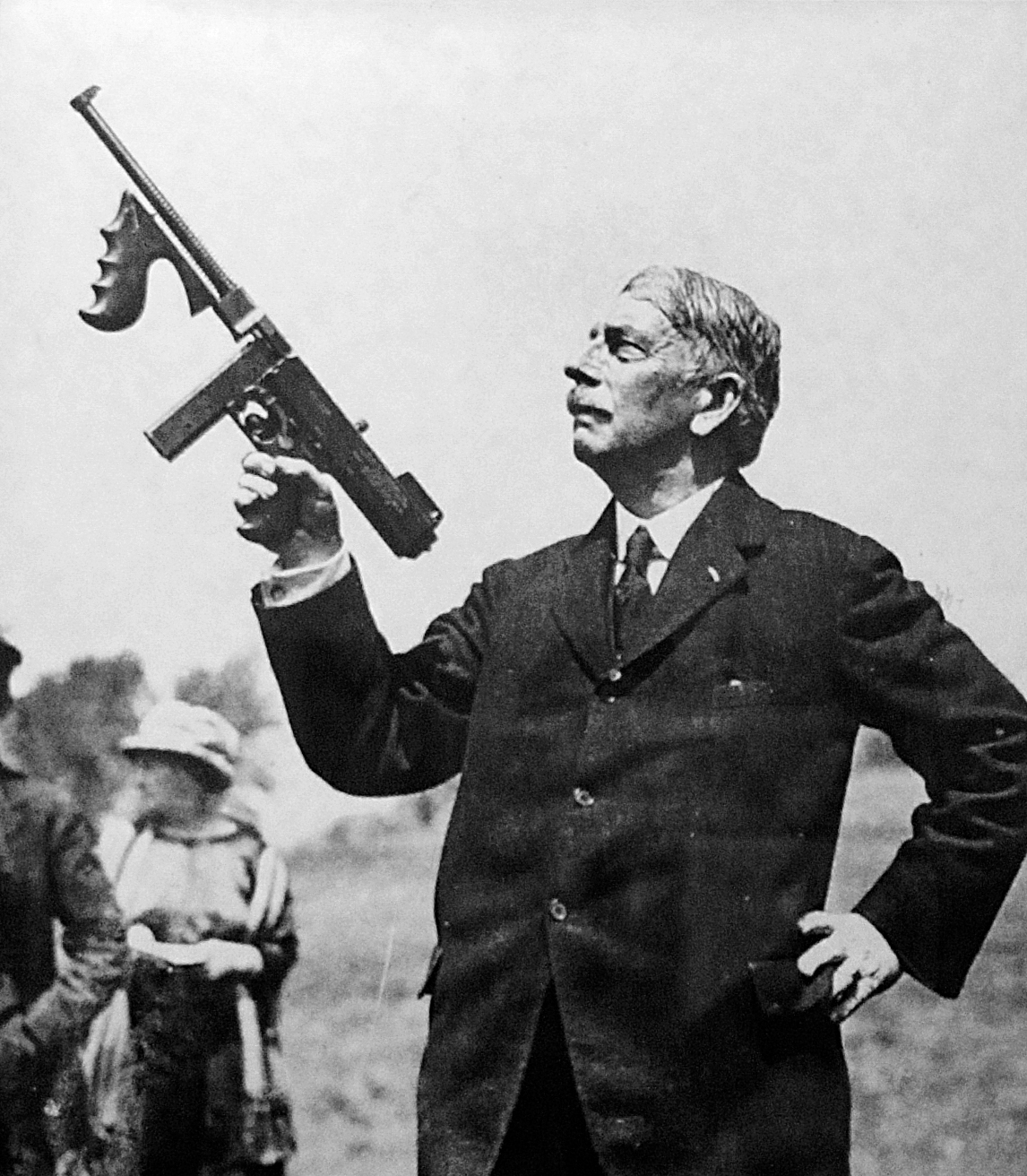
トンプソンM1921を手にするトンプソン

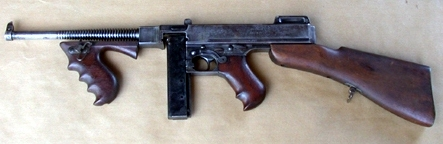
トンプソンM1921

1914年、欧州にて第一次世界大戦が勃発する。トンプソンは連合国側の主張に強い共感を覚えたという。当初アメリカは参戦しなかったものの、彼は欧州における小火器の需要を強く認識し、この戦争を利益を手にするまたとない機会とも捉えていた。トンプソンは11月に陸軍を退役し、レミントン・アームズ社の主任技師に就任した。
彼はペンシルヴァニア州チェスターのエディストン工場の監督官となる。エディストン工場は当時世界最大の小火器製造工場であり、イギリス軍向けのリー・エンフィールド小銃やロシア帝国軍向けのモシン・ナガン小銃を製造していた。
第一次世界大戦で生まれた塹壕戦は戦争の形態を変える戦術であった。1916年からトンプソンは「塹壕箒(trench broom)」と仮称する、塹壕内で敵を駆逐する事を目的とした自動式小火器の設計と試作を繰り返していた。トンプソンは既存小火器の設計を調べるうちに、ジョン・ブリッシュ米海軍少佐が考案した摩擦式の遅延ブローバック構造に感銘を受けた。やがてブリッシュと組んだトンプソンは、ベンチャーキャピタルの援助を受けてオート・オードナンス社を設立し、後にトンプソン・サブマシンガンと呼ばれることになる自動式小火器の最終的な調整に移った。
1917年、ようやくアメリカは第一次世界大戦に参戦し、トンプソンは陸軍に准将として復帰する。彼は戦争が終わるまでの間、工廠長として全陸軍部隊の小火器生産を監督した。この業務の為、彼は
防衛殊勲章(Distinguished Service Medal)を受章している。1918年12月、トンプソンは再び退役し、最終段階に入っていた自動式小火器の設計へと戻った。
当初、彼らが目指した自動式小火器は反動利用方式やガス圧方式のような複雑さを持たぬ、ブリッシュ式の遅延ブローバック方式を用いた自動小銃であった(トンプソン自動小銃）。この自動小銃の実用試験では、当時軍が小銃弾として採用していた.30-06スプリングフィールド弾がブリッシュ式の機関を動作させるにはあまりに強力すぎるという問題が浮かび上がってきた。最終的にトンプソンは以前から使用銃弾の候補であった陸軍正式拳銃M1911用の.45ACP弾を使用することに決めた。1920年にはこの自動火器の特許を取得したものの、第一次世界大戦が休戦に持ち込まれてから銃器の売り上げは芳しくなく、軍との契約は見込めなくなっていた。その為、トンプソンは法執行機関向けの販売を開始し、大きな利益を上げた。
しかし1928年には売り上げが落ち込み会社の経営状況が悪化し始めた為、トンプソンはオート・オードナンス社の経営者を辞する事となる。

## 死去

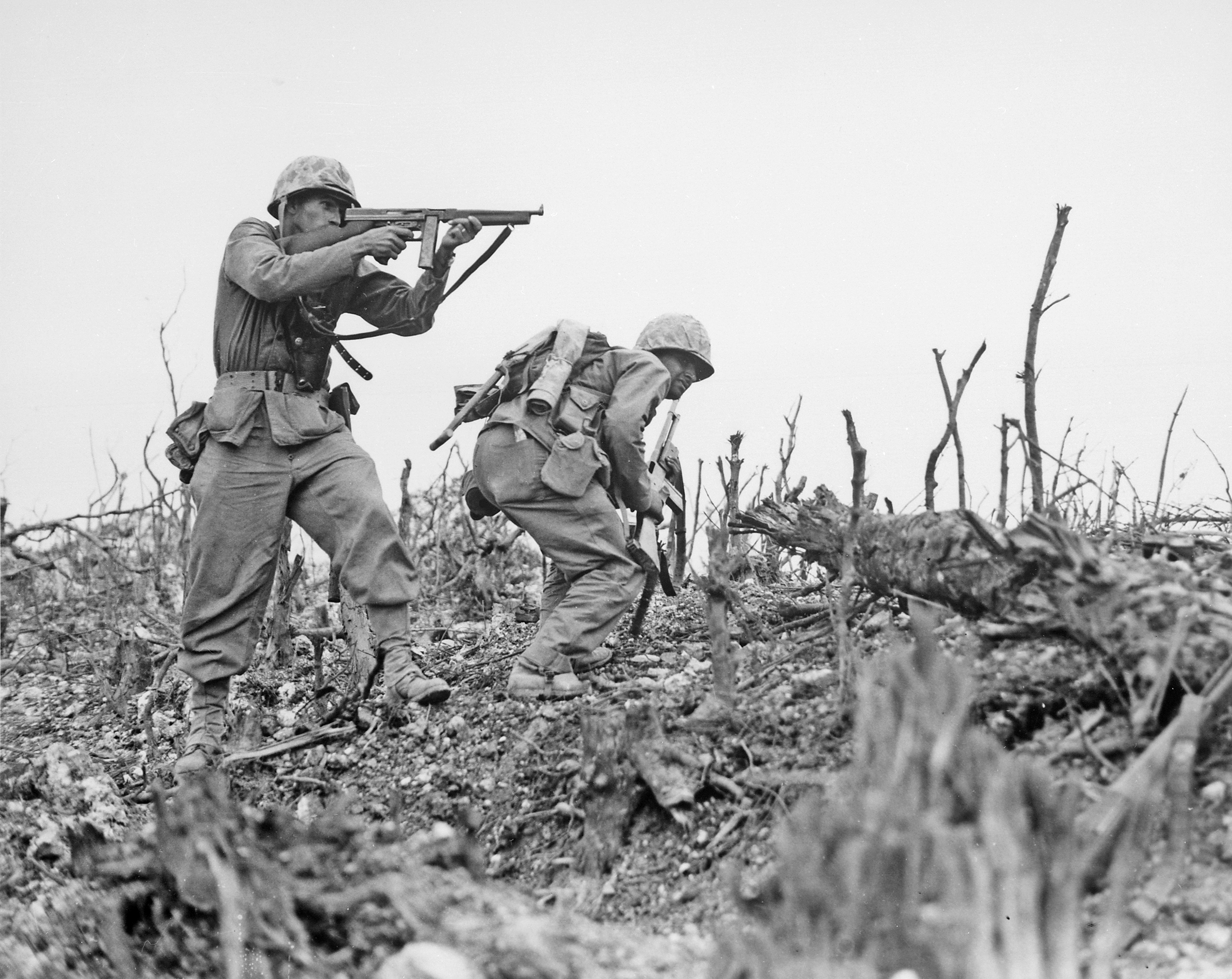
第二次世界大戦中、沖縄で戦う米海兵隊員。トンプソン・サブマシンガンの改良型の1つであるM1短機関銃を使用している。

1940年6月21日、トンプソンは79歳で死去し 、ニューヨーク州ウェストポイントの陸軍士官学校にて埋葬された。皮肉にも彼の死後まもなくして第二次世界大戦参戦の瀬戸際に立たされたアメリカでは、陸軍が大量のトンプソン・サブマシンガンを購入し、太平洋戦争が始まると海軍及び海兵隊もこれに続いた。やがてトンプソン・サブマシンガンはイギリスやソビエト連邦などにも輸出され、第二次世界大戦を通じてアメリカを代表する火器の一つとなり、戦後も長らく使用されてゆくこととなる。